# Andreas Steinhöfel
Andreas Steinhöfel (ur. 14 stycznia 1962 w Battenbergu) – niemiecki pisarz i tłumacz, autor książek dla dzieci i młodzieży.

## Życiorys
Chcąc zostać nauczycielem, rozpoczął studia o kierunku biologii i filologii angielskiej. Studia ostatecznie ukończył na uniwersytecie w Marburgu, studiując amerykanistykę i medioznawstwo. 
Zamieszkał w Berlinie.

## Twórczość
Jeszcze podczas studiów opublikował swoją pierwszą książkę Dirk und Ich (1991). Druga książka Paul Vier und die Schröders (1992) została sfilmowana w 1995.
W Polsce opublikowano dotychczas trzy jego książki: Die Mitte der Welt - Środek świata w przekładzie Agnieszki Kowaluk (Jacek Santorski&Co, Warszawa 2005), Rico, Oskar und die Tieferschatten - Rico, Oskar i głębocienie w przekładzie Elżbiety Jeleń (Wydawnictwo WAM, Kraków 2011) i Rico, Oskar und das Herzgebreche - Rico, Oskar i złamanie serca w przekładzie Elżbiety Jeleń (Wydawnictwo WAM, Kraków 2012).
- Dirk und Ich (Carlsen Verlag, Hamburg 1991)
- Paul Vier und die Schröders (Carlsen Verlag, Hamburg 1992)
- Trügerische Stille ("Glatte Fläche") (Carlsen Verlag, Hamburg 1993)
- Glitzerkatze und Stinkmaus (Carlsen Verlag, Hamburg 1994)
- Beschützer Diebe (Carlsen Verlag, Hamburg 1994)
- Es ist ein Elch entsprungen (Carlsen Verlag, Hamburg 1995)
- 1:0 für Sven und Renan (dtv, Monachium 1995)
- O Patria Mia (Carlsen Verlag, Hamburg 1996)
- Herr Purps, die Klassenmaus (ars edition, Monachium 1996)
- Die Honigkuckuckskinder (dtv, Monachium 1996)
- Die Mitte der Welt (Carlsen Verlag, Hamburg 1998)
- David Tage, Mona Nächte (razem z Anją Tuckermann; Carlsen Verlag, Hamburg 1999)
- Wo bist du nur? (Carlsen Verlag, Hamburg 2000)
- Defender – Geschichten aus der Mitte der Welt (Carlsen Verlag, Hamburg 2001)
- Der mechanische Prinz (Carlsen Verlag, Hamburg 2003)
- Froschmaul (Carlsen Verlag, Hamburg 2006)
- Rico, Oskar und die Tieferschatten (Carlsen Verlag, Hamburg 2008)
- Rico, Oskar und das Herzgebreche (Carlsen Verlag, Hamburg 2009)
- Rico, Oskar und der Diebstahlstein (Carlsen Verlag, Hamburg 2011)